# Alopecosa lallemandi
Alopecosa lallemandi är en spindelart som först beskrevs av Lucien Berland 1913.  Alopecosa lallemandi ingår i släktet Alopecosa och familjen vargspindlar.
Artens utbredningsområde är Ecuador. Inga underarter finns listade i Catalogue of Life.